# Ottobeuren
Ottobeuren – uzdrowiskowa gmina targowa w Niemczech, w kraju związkowym Bawaria, w rejencji Szwabia, w regionie Donau-Iller, w powiecie Unterallgäu, siedziba wspólnoty administracyjnej Ottobeuren. Leży w Allgäu, około 18 km na południowy zachód od Mindelheimu, nad rzeką Günz.

## Zabytki
Opactwo benedyktyńskie założone w 764 roku.

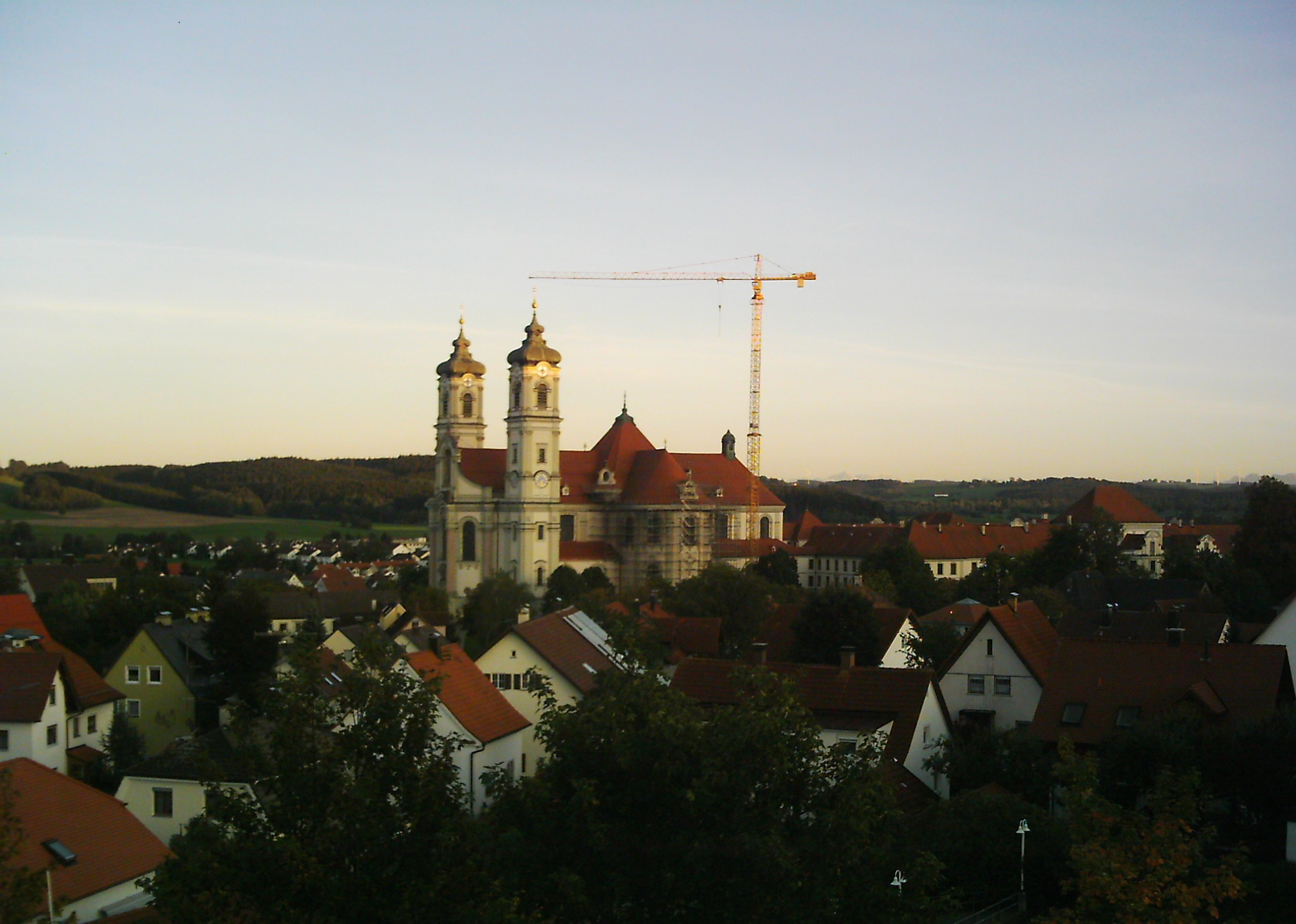
Widok na założenie klasztorne
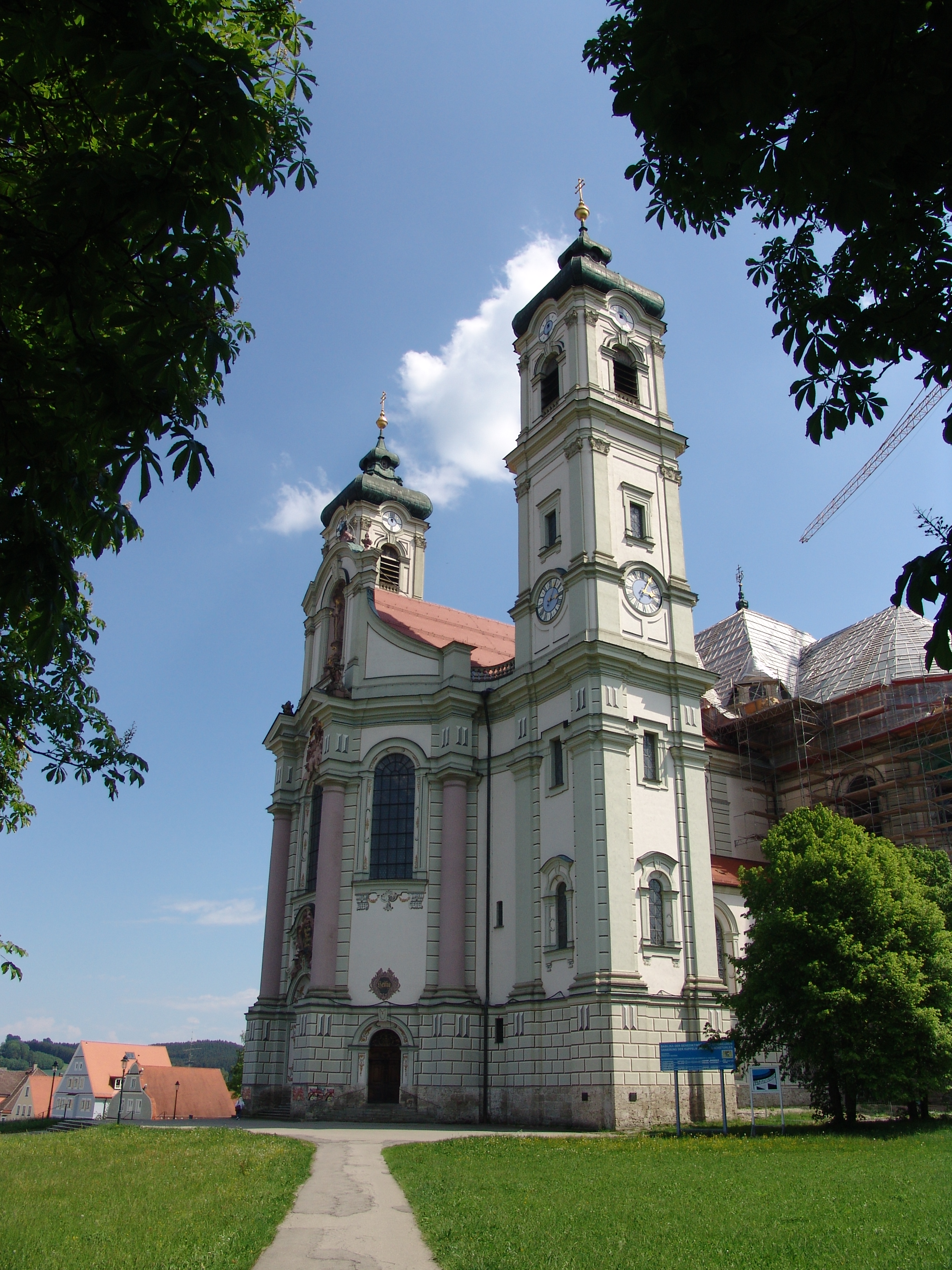
Fasada kościoła
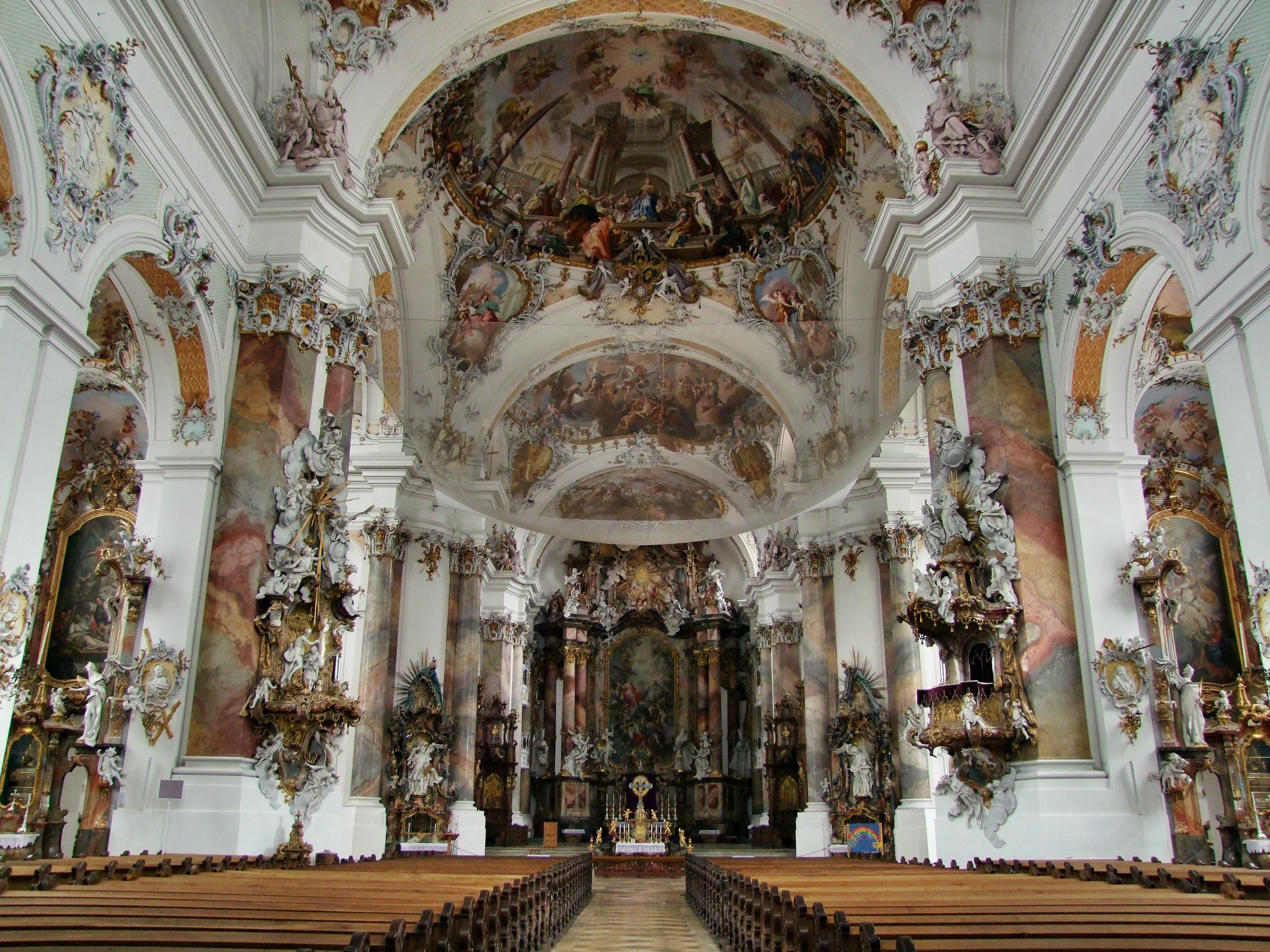
Wnętrze kościoła
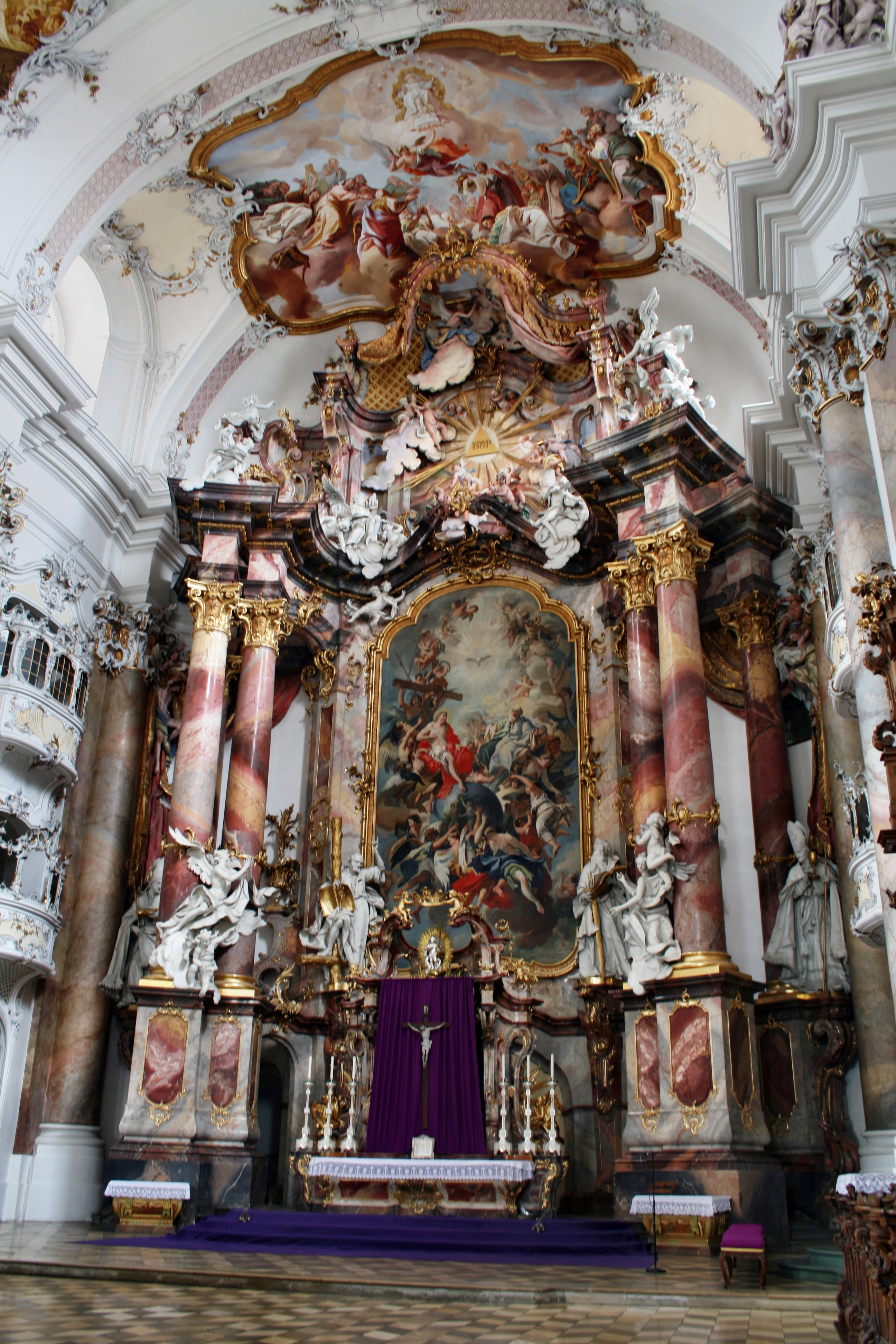
Główny ołtarz

## Polityka
Wójtem gminy jest Bernd Schäfer, rada gminy składa się z 20 osób.
|      | CSU | SPD | FW | Bunte Liste | FWV | Razem |
| 2008 | 8   | 3   | -  | 3           | 6   | 20    |
| 2002 | 10  | 4   | 5  | 1           | -   | 20    |